# Slag om Frankrijk
De Slag om Frankrijk (Duits: Westfeldzug; Frans: Bataille de France) is het militair offensief dat Duitsland tijdens de Tweede Wereldoorlog in mei en juni 1940 tegen de Lage Landen en Frankrijk uitvoerde. De aanval begon op 10 mei 1940 en betekende het einde van de Schemeroorlog. Het offensief bestond uit twee opeenvolgende operaties: Fall Gelb en Fall Rot.
In de eerste fase, Fall Gelb, rukten Duitse pantsereenheden snel en verrassend door de Belgische Ardennen op naar Het Kanaal en sneden daarmee de Britse en Franse troepen af die naar centraal België waren opgemarcheerd. Het lukte de Britten echter om de British Expeditionary Force en vele Franse soldaten in Operatie Dynamo uit Duinkerke te evacueren, zij het met achterlating van al het materieel.
In de tweede operatie, Fall Rot uitgevoerd vanaf 5 juni, omtrokken de Duitse troepen de Maginotlinie en rukten tot ver in Frankrijk op. Italië verklaarde de oorlog aan Frankrijk op 10 juni. Op 17 juni kondigde Philippe Pétain in het openbaar aan dat Frankrijk om een wapenstilstand zou vragen. Die werd op 22 juni tussen Frankrijk en Duitsland getekend en trad in werking op 25 juni.
De geslaagde uitvoering van het offensief leidde tot de snelle verovering van Nederland, België en Luxemburg, de gedeeltelijke bezetting van Frankrijk en een plotse omslag in de geopolitieke machtsverhoudingen ten gunste van Duitsland. Het onbezette, zuidoostelijke deel van Frankrijk, de zone libre, werd een vazalstaat, Vichy-Frankrijk, van Duitsland, dat toen nog maar één belangrijke tegenstander overhad: het Britse Gemenebest. Frankrijk en de Lage Landen werden pas in 1944 en 1945 bevrijd.

## Voorgeschiedenis
In 1933 kwam Adolf Hitler in Duitsland aan de macht. Hitlers plannen voor Duitsland waren eerst vrij bescheiden: herstel van de economie en van de positie van een normale staat, in plaats van een die door het Verdrag van Versailles militair en territoriaal beperkt werd. In 1935 begon Hitler openlijk aan de Duitse herbewapening, die al in het geheim door de democratische Weimarrepubliek was voorbereid. Doordat Duitsland echter een enorme achterstand in bewapening en training had opgelopen, zou het voor ongeveer 1943 niet in staat moeten worden geacht een reële militaire dreiging te vormen. Hitler probeerde dan ook door te bluffen de buurlanden concessies af te dwingen, in de verwachting dat de Entente, het bondgenootschap van Frankrijk en het Verenigd Koninkrijk, te besluiteloos zou zijn om hem veel weerwerk te bieden, vooral omdat zij de Sovjet-Unie onder Jozef Stalin als het grootste gevaar zagen.

### Politieke crises

#### Rijnland
In maart 1936 beval Hitler om het Rijnland, dat krachtens het Verdrag van Versailles was gedemilitariseerd, opnieuw te laten bezetten door Duitse troepen. De binnenmarcherende Duitse troepen hadden het bevel gekregen weer onmiddellijk rechtsomkeer te maken, mochten de Fransen interveniëren, maar die zagen daarvan af. Dit was de eerste stap van Hitler om de gebieden die Duitsland na de Eerste Wereldoorlog waren ontnomen terug te nemen. Hetzelfde Verdrag van Versailles bepaalde dat verschillende grensgebieden van het toenmalige Duitse Keizerrijk aan buurlanden toevielen. Het was een van Hitlers doelstellingen om deze gebieden, waar nog steeds veel 'Volksduitsers' woonden, terug te winnen. Volksduitsers was de term die na de Eerste Wereldoorlog gebruikt werd om de Duitsers aan te duiden die als afzonderlijke volksgroep buiten Duitsland (en buiten Oostenrijk en Zwitserland), meestal reeds eeuwenlang, woonden. De vernietiging van Polen, een land dat in 1918 na meer dan een eeuw opgedeeld te zijn geweest weer een zelfstandige staat was geworden, was een van de hoofddoelstellingen van zijn beleid.

#### Anschluss
Twee jaar later, in 1938, bedreigde Hitler Oostenrijk met een oorlog en onder deze druk zwichtte de toenmalige Oostenrijkse kanselier Kurt von Schuschnigg. Opnieuw greep de Entente niet in. Duitsland kon zijn mankracht met zo'n 10% uitbreiden.
Hitlers volgende doel was het annexeren van het Sudetenland, gelegen in de grensstreek van Bohemen (Tsjecho-Slowakije). Via het Verdrag van München, het resultaat van een diplomatiek overleg, na Duitse oorlogsdreiging, tussen Duitsland, Italië, Frankrijk en Groot-Brittannië, werd op 30 september 1938 bepaald dat het Sudetenland werd ingelijfd bij Duitsland. In november 1938, en in tegenstelling tot eerdere officiële toezeggingen aan de Slowaken en Tsjechen, dwongen Duitsland en Italië de federatie Tsjecho-Slowakije het zuidelijk deel van Slowakije af te staan aan Hongarije, bij de Eerste toekenning van Wenen.
Hitler hield niet op Tsjecho-Slowakije verder te ondermijnen. Hij moedigde de Slowaken en Roethenen aan zo min mogelijk rekening te houden met de centrale regering in Praag. Gesteund door Hitler riepen de Slowaakse separatisten op 14 maart 1939 de onafhankelijkheid uit van Slowakije. In de nacht van 14 op 15 maart 1939 tekende de Tsjechische president Emil Hácha de overgave, nadat Hitler tijdens een ontmoeting gedreigd had dat hij Hácha anders zou vertrappen, en op 15 maart 1939 werd de hoofdstad Praag bezet door Duitse troepen. Het resterende deel van Tsjechië werd zonder veel weerstand geannexeerd door Duitsland. Opmerkelijk is dat er in Tsjechië geen Volksduitsers woonden: Hitler had kennelijk ambities buiten de strikte hereniging van alle Duitssprekenden. Op 16 maart werden in Slowakije Duitse divisies gestationeerd waarmee dit land feitelijk een vazalstaat werd van nazi-Duitsland. Het Tsjechische kerngebied werd door Hitler uitgeroepen tot Rijksprotectoraat Bohemen en Moravië; het zou bestuurd worden door een protector, een hoge nazifunctionaris. Zeer belangrijk was voor de Duitsers dat de uitrusting voor een dertigtal divisies hun in handen viel, zodat ze hun leger sneller konden uitbreiden; en de aanzienlijke Tsjechische wapenindustrie zodat de tankproductie belangrijk verhoogd kon worden.
De Entente zegde nu garanties tegen Duitse agressie toe aan iedere staat.

### Tweede Wereldoorlog

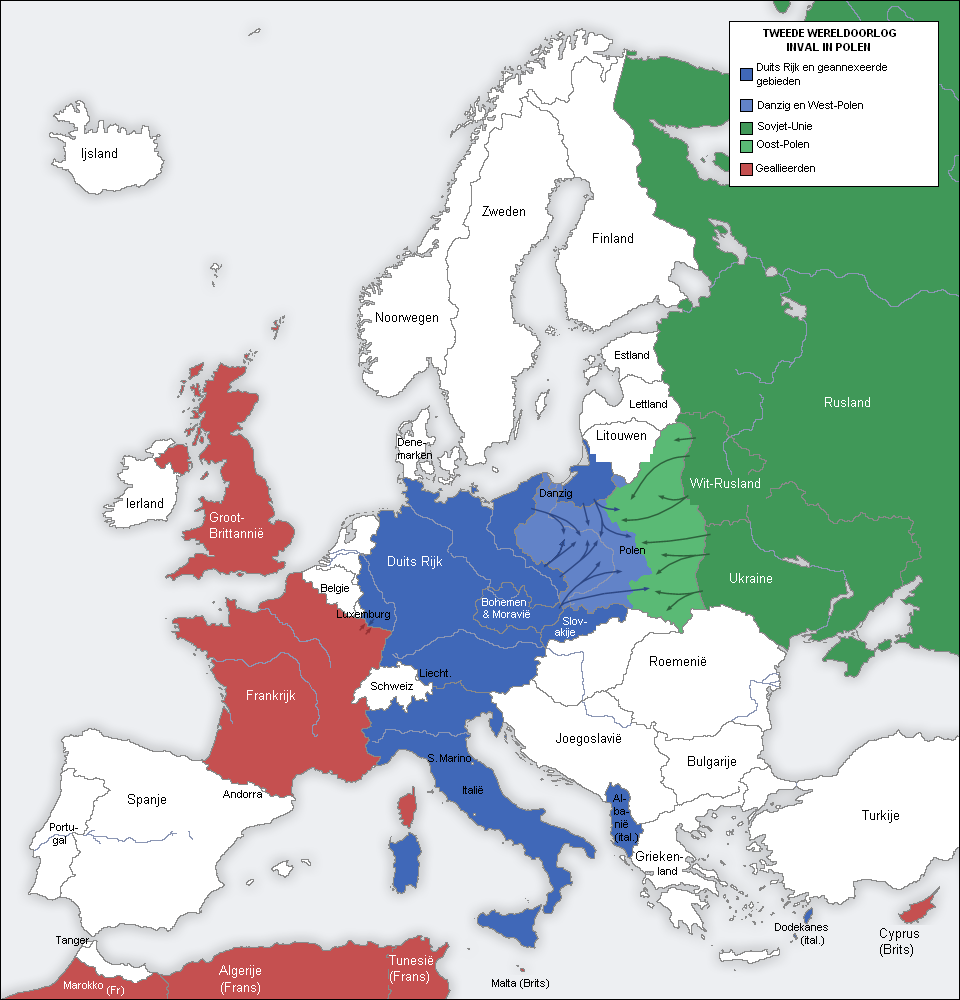
De politieke situatie in Europa in oktober 1939; Italië was toen nog neutraal.
De Entente
De asmogendheden
Sovjet-Unie

De garanties van de Entente maakten iedere verdere poging tot afpersing van territoriaal gewin zeer riskant; desalniettemin ging Hitler een steeds roekelozer buitenlandse politiek voeren. Al vanaf 1938 was zijn gedrag sterk beïnvloed door het besef dat Duitsland onherroepelijk op een grote economische crisis afstevende. Hitlers economische politiek was zeer succesvol geweest. De economie groeide snel en de werkloosheid was afgenomen tot ver onder het normale evenwichtsniveau. Hierdoor stegen de loonkosten echter, terwijl er ook een aanzienlijke afgedwongen herverdeling van welvaart plaatsvond ten bate van de arbeiders en de lagere middenklasse, de steunpilaren van zijn bewind. Aangezien de lonen van de andere industriestaten zich nog niet hersteld hadden van de Grote Depressie, was de concurrentiepositie van de Duitse industrie en daarmee de betalingsbalans dramatisch verslechterd. Dit werd nog verergerd doordat Frankrijk de Franse frank bleef devalueren. Dat kon dit land doen omdat het grondstoffen uit de eigen koloniën kon betrekken zonder te letten op de wereldmarktprijzen. Duitsland had echter sinds 1918 geen koloniën meer. In de zomer van 1939 waren de buitenlandse valuta's op en de grondstoffen- en aardolievoorraden naderden een kritiek laag niveau. Hitler besloot zeer hoog in te zetten: hij zou een nieuwe crisis uitlokken met de eis dat de Duitssprekende gebieden in Polen aan hem zouden worden afgestaan. Tijdens die crisis zou hij proberen de Entente en de Sovjet-Unie tegen elkaar uit te spelen. Als de Entente vrede wilde, moest men Duitsland gelijkwaardige toegang bieden tot de grondstoffen in hun koloniën en hun importheffingen tegenover Duitsland opheffen. Mochten zij niet op deze, volgens Hitler zeer redelijke, eisen willen ingaan, dan zou hij een blok vormen met Stalin en zo de benodigde aanvoer verwerven. Om te laten zien dat dit hem ernst was, sloot hij op 23 augustus 1939 het Molotov-Ribbentroppact, waarmee een tegen hem gerichte coalitie van Stalin en de Entente onmogelijk gemaakt werd.

### Oostfront: invasie van Polen
Na vele grensincidenten en diplomatieke spanningen begon Duitsland op 1 september 1939 operatie Fall Weiss, de militaire inval in Polen. Tot Hitlers grote teleurstelling gingen Frankrijk en het Verenigd Koninkrijk niet met hem om de conferentietafel zitten maar verklaarden ze Duitsland de oorlog. Fall Weiss verliep militair gezien redelijk voor Duitsland. De Polen, die niet op tijd gemobiliseerd hadden en hun troepen over hun grenzen verspreid opstelden, werden grotendeels rond Warschau in een klassieke vernietigingsslag omsingeld en capituleerden na vijf weken. De Sovjet-Unie viel op 17 september 1939 Polen binnen langs de oostgrens. In het non-agressieverdrag zat een geheime clausule om Polen te verdelen. De Sovjet-Unie werd zo weer buurland van Duitsland.
Het militaire succes was echter een politieke nederlaag. Hitler had een overeenkomst met de Entente geprefereerd. Hij wilde niet afhankelijk zijn van de leveranties van Stalin, die ideologisch gezien ook niet een heel geloofwaardige bondgenoot leek. De oorlog werkte bovendien zeer ontwrichtend ten opzichte van Duitslands economie. Hitler besefte dat de Entente erop uit was zijn regime te destabiliseren door een economische blokkade, die tijdens de Eerste Wereldoorlog al zo effectief was gebleken. Een snelle nieuwe militaire overwinning moest het vertrouwen van de bevolking, die zeer pessimistisch was over de vooruitzichten in de onverwachte en ongewilde oorlog, herstellen en de Entente naar de onderhandelingstafel dwingen. Er was maar één gebied dat daarvoor tegelijk kwetsbaar en aansprekend genoeg was: de Lage Landen. De verovering daarvan zou zo'n klap zijn voor het prestige van de Entente, dat het zeer wel tot gunstige regeringswisselingen in Londen en Parijs zou kunnen leiden. Wanneer de Lage Landen Duits bezit zouden zijn, hield dat in ieder geval een dreiging in van zwaardere luchtaanvallen tegen Engeland en konden ze geen springplank vormen voor een Frans offensief tegen het Ruhrgebied, mocht de Entente, zoals Hitler terecht vermoedde, in 1941 tot de aanval willen overgaan. Op 12 september 1939 vertelde Hitler aan zijn adjudant Rudolf Schmundt dat hij erin geloofde Frankrijk snel te kunnen overmeesteren. Al op 27 september lichtte Hitler de bevelhebbers van het leger, de luchtmacht en de marine in over zijn intenties.

## Führer-Directieve Nº6
Hitler bood het Verenigd Koninkrijk en Frankrijk nog op 6 oktober 1939 een vredesplan aan via een toespraak voor de Rijksdag. Echter, nog voordat de Britten en Fransen hun officieel antwoord gaven, deed hij op 9 oktober 1939 zijn politiek bevel voor een offensief in het Westen uitgaan via Führer-Weisung Nr. 6 für die Kriegsfuehrung (Führer-Directieve Nº6). Hitlers vredesaanbod werd door de Britten en Fransen verworpen, respectievelijk op 10 en 12 oktober 1939.
In de Führer-Directieve Nº6 ontvouwde Hitler de algemene richtlijnen voor de militaire voorbereidingen. In een bijgevoegd memorandum wees hij het Verenigd Koninkrijk en Frankrijk aan als de verantwoordelijken die de Duitse opkomst steeds belemmerd hadden sinds de Vrede van Westfalen in 1648. De algemene richtlijnen omschreven het strategisch en operationeel doel als volgt:

1) Mocht in de nabije toekomst duidelijk worden dat Engeland en onder diens leiding ook Frankrijk onwillig zouden zijn, de oorlog te beëindigen, dan ben ik vastbesloten om, zonder veel tijd te laten verstrijken, actief en offensief te handelen.

2) Een verder afwachten leidt niet alleen tot een uit de weg ruimen van de Belgische, wellicht ook van de Hollandse neutraliteit ten gunste van de Westelijke Mogendheden, maar versterkt ook in toenemende mate de militaire kracht van onze vijanden, laat het vertrouwen van de Neutralen op een eindoverwinning van Duitsland verdwijnen, en draagt er niet toe bij, Italië als militaire bondgenoot aan onze zijde te brengen.

3) Voor de voortzetting van de militaire operaties beveel ik daarom het volgende:

a) Aan de noordelijke vleugel van het westfront moet een aanvalsoperatie door het Luxemburgs-Belgisch en Hollands gebied worden voorbereid. Dit offensief moet zo sterk en zo vroeg als mogelijk worden uitgevoerd.

b) Doel van deze aanvalsoperatie is het, zo sterk mogelijke delen van de Franse operationele strijdmacht en de aan zijn zijde vechtende bondgenoten te verslaan en tegelijkertijd zo veel mogelijk Hollands, Belgisch en Noord-Frans gebied te verwerven als basis voor een kansrijke lucht- en zeeoorlog tegen Engeland en als ruim voorterrein van het vitale Ruhrgebied. (...)

8) De heren bevelhebbers verzoek ik, mij op basis van deze directieve van hun plannen zo vlug mogelijk in detail verslag uit te brengen en mij via het OKW voortdurend over de stand van de voorbereidingen geïnformeerd te houden.

Het plan behelsde dus op zich geen verovering van geheel Frankrijk, maar het bezetten van een zo groot mogelijk gebied (Nederland, België en Noord-Frankrijk) om het Verenigd Koninkrijk onder druk te zetten. De uitwerking ervan werd toegewezen aan het Oberkommando des Heeres, dat reeds studies had verricht in het geval dat het tot vijandelijkheden in de Lage Landen zou komen; deze analyses hadden de gemeenschappelijke aanduiding Fall Gelb, "Casus Geel". De belangrijkste tegenstander zou in zo'n geval het Franse leger zijn en de gekozen strategie was door de jaren heen steeds aangepast aan de veranderende militaire krachtsverhoudingen tussen Frankrijk en Duitsland.

## Krachtsverhouding tussen Frankrijk en Duitsland

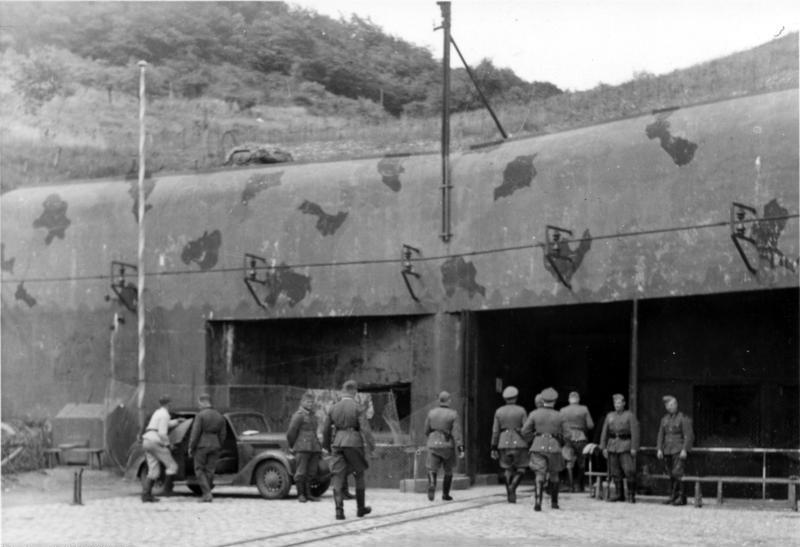
De Maginotlinie

Fall Gelb wordt meestal gezien als een van de grote keerpunten in de militaire geschiedenis, een baanbrekende revolutie in de wijze van oorlogsvoering. In populaire literatuur noemt men het vaak de "geboorte van de Blitzkrieg". Het was de eerste geslaagde toepassing van de meest stoutmoedige vorm van gemechaniseerde oorlogvoering. Dit onbetwiste feit laat men, zelfs in sommige niet-militair-technische historische wetenschappelijke publicaties, nogal al eens vergezeld gaan van een aantal voor de hand liggende vermeende implicaties. De snelle nederlaag van het Westen wordt dan verklaard door een standaardverhaal: Hitler plande lang van tevoren een aanvalsoorlog, rustte daartoe een groot en geheel modern bewapend leger uit en liet dat voorzien van een passende "Blitzkriegdoctrine". De Fransen daarentegen zouden hun verdediging schromelijk verwaarloosd hebben en de geringe inspanningen die ze wel leverden zouden voornamelijk op het gebied gelegen hebben van de statische verdediging, de Maginotlinie, die zowel gevolg als oorzaak was van het zogenaamde "Maginotliniedenken", dat dan in tegenstelling stond tot het dynamische Duitse denken op dit gebied. Dit verhaal is echter op zijn best slechts zeer ten dele waar: in werkelijkheid waren de verschillen tussen het Franse en het Duitse leger vrij gering en zeer subtiel van aard.

#### Franse en Duitse tactische doctrine

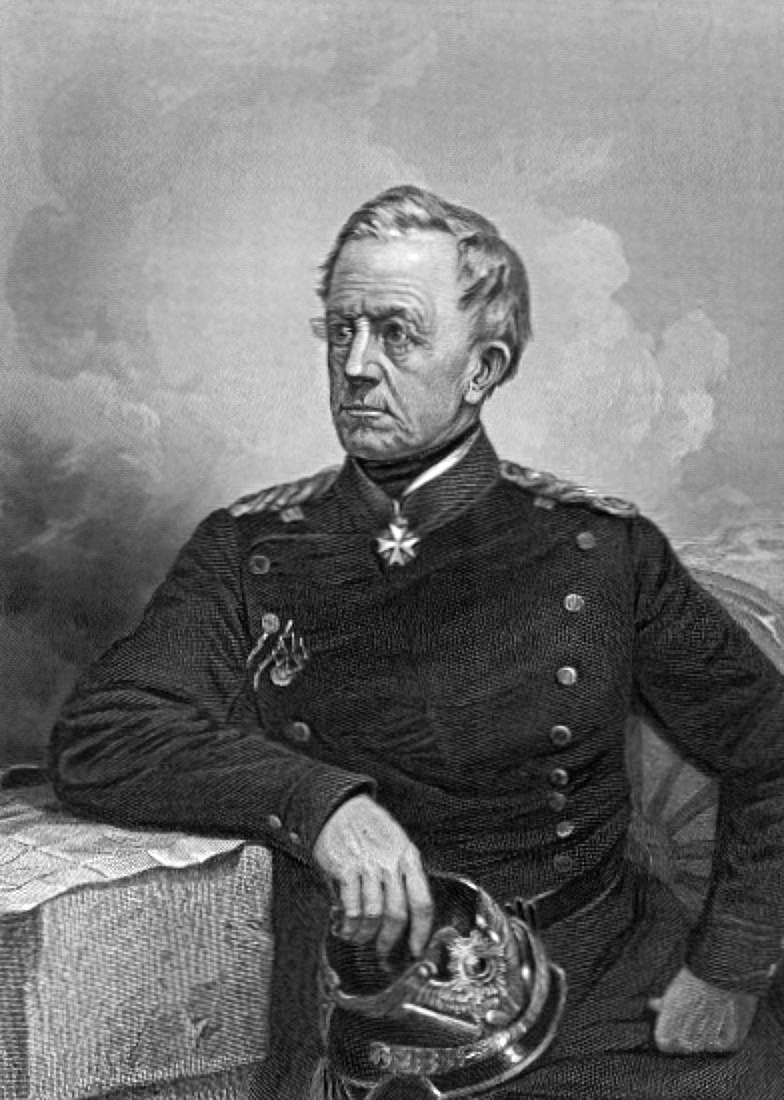
Helmuth von Moltke, grondlegger van de moderne Bewegungskrieg

Zowel het Franse en het Duitse leger hadden in wezen dezelfde tactische doctrine, die zich in de loop van de 19e eeuw in Pruisen ontwikkeld had en daarom bekendstaat onder zijn Duitse naam: de Bewegungskrieg, ofwel de bewegingsoorlog. Het was een manier om de oorlog te winnen door te bewegen, te manoeuvreren. Je bewoog (concentreerde) eerst je krachten naar een Schwerpunkt en wel dat punt waar de vijand het zwakst was. Daarna bewoog (brak) je door zijn linies heen. Vervolgens maakte je een omtrekkende beweging (omvatting) teneinde de vijand te omsingelen. Uiteindelijk bewoog je concentrisch naar de ingesloten vijand toe voor de afsluitende vernietigingsslag, de Kesselschlacht.
Deze leer werd in de periode 1900-1930 verfijnd door technologische ontwikkelingen. Dat betrof in de eerste plaats de introductie van de benzinemotor, die het mogelijk maakte snellere voertuigen in te zetten voor bevoorrading en als gevechtswapen; in de tweede plaats de radio die het mogelijk maakte de inzet van verschillende wapenonderdelen beter te coördineren in een zogenaamd "verbonden wapenen-gevecht". Fransen en Duitsers maakten elk van deze nieuwe technieken gebruik, maar wel ieder op een geheel eigen wijze die voortkwam uit de verschillende specifieke omstandigheden.

##### Franse aanvalsdoctrine
Toen de Eerste Wereldoorlog in 1918 eindigde, was 26% van de Franse weerbare mannelijke bevolking vanaf 1914 gesneuveld of invalide geraakt. Tegelijkertijd was in die oorlog het in Frankrijk toch al erg lage geboortecijfer in elkaar geklapt, onder andere door toegenomen armoede, zodat er zo'n zevenhonderdduizend jongetjes minder geboren waren. Het tekort aan mankracht zou dus vanaf 1934 alleen maar verergeren; men sprak wel van de "lege jaren". Offensieve operaties moesten daarom zo veel mogelijk vermeden worden. Zouden ze echter onverhoopt toch uitgevoerd moeten worden, dan kon dat alleen door steeds de meest gunstige verhoudingen te scheppen, via een strakke planning zonder iets aan het toeval over te laten. Er moest een overweldigende overmacht aan troepen samengebald worden, ondersteund door massale concentraties aan artillerie. Maar die mochten niet, zoals in de vorige oorlog, opgeofferd worden aan zinloze massa-aanvallen over een breed front. Men zou in plaats daarvan de door de Duitsers vanaf 1915 ontwikkelde infiltratietactiek toepassen. Kleine groepjes infanterie moesten samenwerkend met zwaar gepantserde tanks het front aftasten totdat een zwakke plek gevonden werd waar men het met een gerichte inzet van alle krachten langzaam maar onverbiddelijk ging openwrikken. Op den duur zou de vijandelijke positie gekraakt worden. Snelle pantsereenheden met tanks en gemechaniseerde infanterie zouden hierop zo doortastend mogelijk optreden en zo veel mogelijk terrein en sleutelposities bezetten en behouden. Achter hen kwam de hoofdmassa van het leger in beweging om, eenmaal bij het nieuwe front aangekomen, het hele proces, door radio's perfect gecontroleerd, vanuit de gunstigere positie te herhalen. Het Franse leger ging dus te werk als een reusachtige wurgslang die langzaam het leven uit de tegenstander kneep. Dit was nog steeds Bewegungskrieg, zij het in een zeer stelselmatige vorm: hij heette dan ook de Bataille Méthodique of Bataille Conduite ("aangestuurde strijd"). Het gold ook als een zeer moderne vorm van oorlogvoering, die twee eigenschappen weerspiegelde van industrialisering: de mechanisering van de arbeid en de arbeidsverdeling. Om mankracht te sparen werden zo veel mogelijk tanks gebruikt, een wapen dat in het Franse leger van het begin af aan door hoog en laag met open armen ontvangen was. Een Duitse tankspecialist noemde in die tijd Frankrijk "het land van de rupsband": in 1940 had men zo'n 17.000 rupsvoertuigen. Die tanks probeerde men ook zo veel mogelijk te specialiseren zodat ze hun specifieke taak zo goed mogelijk konden vervullen. Behalve vrij sterk gemechaniseerd was het Franse leger ook redelijk gemotoriseerd. Men bezat relatief evenveel vrachtwagens als de Duitsers. Die wagens waren geconcentreerd bij de snelle eenheden en bij de centrale bevoorrading. Normale infanteriedivisies hadden maar een zestigtal vrachtwagens want ze hoefden in de Bataille Conduite maar langzaam op te rukken.

##### Duitse aanvalsdoctrine
Het Franse leger was in de jaren twintig van de twintigste eeuw toonaangevend in de wereld. De meeste landen probeerden het te imiteren en Franse instructieboekjes vonden hun weg naar alle windstreken. In Duitsland werden ze wel aandachtig gelezen maar met een zucht terzijde gelegd. Tanks waren in het Verdrag van Versailles verboden en het kleine Duitse beroepsleger — de dienstplicht was ook al verboden — hoefde aan een Bataille Conduite al helemaal niet te denken. Het zou door de Franse wurgslang fijngeknepen worden; zelfs Polen en Tsjecho-Slowakije achtte men te sterk bij een uitputtingsslag. In een stelselmatige slag zou Duitsland al even stelselmatig verliezen. De chef van het Truppenamt, Hans von Seeckt, legde dus de klemtoon op een zo flexibel mogelijke en bewegelijke strategie. Vooral de lagere commandanten moesten zo veel mogelijk naar bevind van zaken handelen en bovenal initiatief tonen. Dit noemde men de Auftragstaktik: men kreeg weliswaar een bepaalde opdracht maar die betrof het doel. Hoe men dat bereikte, moest men zelf maar weten. Een meerdere gaf daarover zelfs zelden uitgebreide suggesties want dat werd gezien als een uiterst pijnlijke blijk van wantrouwen. Op dit punt was de tegenstelling met het Franse leger zeer groot. Daar werden ondergeschikten met eigen denkbeelden meestal vriendelijk doch vermanend toegesproken. In geen van beide legers was er sprake van een kadaverdiscipline, zoals bij het Rode Leger. De lagere Duitse commandanten moesten via radioverbindingen met elkaar samenwerken.
Hoewel zeer flexibel, bleef de Duitse doctrine degelijk. In de Eerste Wereldoorlog waren tactici opgestaan, zoals Fuller en Basil Liddell Hart, die een zeer gewaagde vorm van gemechaniseerde oorlogvoering predikten. De vijandelijke organisatie moest tot instorten worden gebracht door strategische penetraties over de volle diepte van het grondgebied. Grote materieelslagen zouden daardoor overbodig worden. Men moest zo snel en zo ver mogelijk oprukken, zonder acht te slaan op de flanken. Dit was een zeer radicale vorm van Bewegungskrieg: men won door de beweging alleen, eigenlijk zonder te vechten. In Duitsland klonken ook van dit soort geluiden. Omdat het land zo'n slechte grondstoffenvoorziening had, kon het immers nooit een langdurige oorlog volhouden. In een aantal bliksemsnelle acties moest daarom de nodige Lebensraum verschaft worden. De Duitse militairen wezen deze denkbeelden resoluut als luchtfietserij van de hand. Als de vijandelijke verdediging ineenstortte dan was dat mooi meegenomen, maar men durfde daar niet vanuit te gaan. In de officiële handboeken van die tijd zal men dan ook vergeefs naar een "Blitzkriegdoctrine" zoeken.
Omdat tanks verboden waren, werden er zeer hoge eisen gesteld aan de infanterie. Het wapen der infanterie was dan ook het dominante wapen. Infanterie-eenheden moesten zo goed getraind zijn dat ze ook zonder steun van pantservoertuigen hun taak konden volbrengen. De Duitse infanterist werd daardoor de beste van de wereld, terwijl de Franse een middenmoter was. Omdat operationele flexibiliteit zo belangrijk werd gevonden, gold dat ook voor de tactische mobiliteit. Vrachtwagens werden daarom zo veel mogelijk direct aan de infanteriedivisies toegewezen. Speciale volledig gemotoriseerde divisies waren er maar weinig, maar eigenlijk was iedere Duitse infanteriedivisie met zo'n 350 - 550 vrachtwagens semigemotoriseerd. Deze eigenschap gaf ze in het ontmoetingsgevecht een zeer superieure slagkracht tegenover de meeste andere legers.
Toen vanaf 1935 de massaproductie van Duitse tanks op gang kwam, veranderde in de Duitse doctrine niets. Om politieke redenen — men wilde zich symbolisch losmaken van het "Dictaat van Versailles" — schiep Hitler een apart wapen der tanks, maar het Duitse leger wist niet goed wat het met deze Panzerwaffe aan moest. Men was eigenlijk van plan geweest om net als de Fransen de tanks over het wapen der infanterie en het wapen der cavalerie te verspreiden, maar men had er ook wel vrede mee dat ze eerst in de Panzerwaffe terechtkwamen: de normale Duitse soldaat kon het immers zonder stellen. Toen het eerste pantserkorps van tanks voorzien was, vond men het echter welletjes. Verdere tanks moesten vanaf 1936 de oudere laten doorstromen naar onafhankelijke pantserbrigades bij het wapen der infanterie en naar de Leichte Divisionen, de pantserdivisies van het wapen der cavalerie. Die laatste hadden echter precies dezelfde taak als de reguliere pantserdivisies: het uitbuiten van doorbraken tot stand gebracht door het wapen der infanterie. Daarom vatte men in 1938 het plan op ze maar samen te voegen en het aantal uit te breiden. Om die uitbreiding te versnellen toen de oorlogsdreiging toenam, werden de pantserbrigades weer geleidelijk ontbonden om getrainde bemanningen te leveren. Zo raakten de meeste tanks alsnog bij de Panzerwaffe geconcentreerd maar daar stak geen bepaalde doctrine achter. In het algemeen stond men in het Duitse leger niet erg positief tegenover tanks, waarmee men weinig ervaring had kunnen opdoen, op de geheime samenwerking met de Sovjet-Unie op een basis bij Kazan na; ook was er wat technische kennis opgedaan via de Zweedse Landsverkfabriek die eigenlijk een Duitse holding was. De tankproductie had dan ook geen prioriteit.

##### Verdedigingsdoctrine

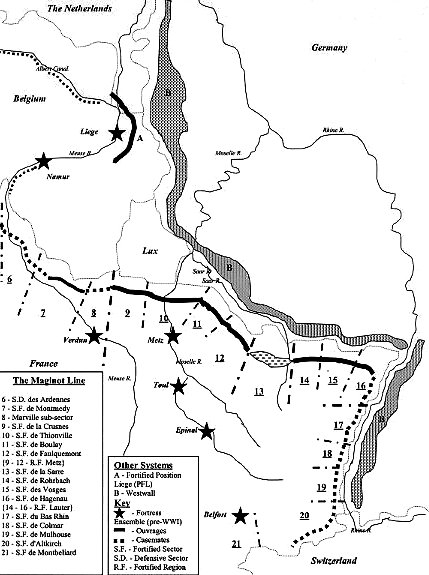
De Maginotlinie en de Westwall

Terwijl er tussen de Franse en Duitse aanvalsdoctrines nog duidelijke verschillen zijn aan te wijzen, al zijn ze allebei slechts variaties op het thema Bewegungskrieg, gold voor de defensieve doctrine van beide landen dat zij vrijwel identiek was. De Fransen staan erom bekend dat ze de leer van het "doorlopende front" aanhingen en dachten dat een lineaire verdedigingspositie, mits voldoende sterk bezet en voorzien van mobiele reserves, in beginsel niet meer te breken viel. Precies dezelfde denkbeelden treffen wij echter aan in de Duitse handboeken. Dat is ook niet zo verwonderlijk want zij weerspiegelen nog steeds de gangbare opvattingen. Tenzij de aanvaller een enorm numeriek overwicht heeft of veel bekwamer is, is de lineaire flexibele verdediging een probaat middel om een offensief te laten doodbloeden. Een andere voorwaarde is dat de aanvaller geen overweldigend aantal bommenwerpers op één punt kan laten aanvallen.
De Fransen hadden hun lijn enorm versterkt met fortificaties: de Maginotlinie. De forten daar hadden als hoofddoel een onderkomen te bieden aan de artillerie dat zowel veilig was voor tegenvuur als een goede bevoorrading van het geschut verzekerde. Als zodanig was het een uitstekende want efficiënte investering. Het is zeker waar dat deze versterkingsgordel sommige politici een vals gevoel van veiligheid gaf en huiverig maakte zich nog in te laten met avonturen oostelijk van de Rijn. Dit gold echter niet voor de militairen die terdege beseften hoe relatief de waarde van het systeem was — de linie moest nog steeds normaal door infanterie in veldversterkingen bezet worden — en dat het bij Sedan ophield omdat men niet van plan was België zo maar op te geven. Men begreep zeer wel dat men daar ergens de hoofdstrijd zou voeren zonder het voordeel van een fortengordel.
Ook in dit opzicht verschilde de Duitse defensiepolitiek weinig van de Franse: men gaf aan Westwall en Ostwall tezamen meer dan tweemaal zoveel uit als aan de aanschaf van tanks. Gewapend beton legt immers geen groot beslag op schaarse grondstoffen. Dat de Duitse fortificaties minder uitgebreid waren, komt voornamelijk doordat men later met de aanleg ervan begonnen was. Duitsland was zich echter krachtig aan het voorbereiden op een langdurige belegering aan de grenzen. De planning ging niet uit van een snelle overwinning.

##### De Gaullistische mythe
Na de oorlog heeft de politieke beweging rond Charles de Gaulle het doen voorkomen of hij als kolonel voor de oorlog een voorstander zou zijn geweest van Blitzkriegtactieken, of althans een moderner vorm van oorlogvoering, maar dat niemand naar hem wilde luisteren zodat hij de Franse nederlaag niet heeft kunnen voorkomen. De Gaulle heeft echter in de jaren dertig nooit propaganda voor een Blitzkrieg gemaakt: zijn geschriften uit die tijd zijn in uitgaven na de oorlog in die zin aangepast. Hij was een vooruitstrevend pantserofficier bij het wapen der infanterie die rond 1937 wilde dat er meer middelzware tanks geproduceerd zouden worden, in plaats van voornamelijk lichte en zware, om daarmee volledige pantserdivisies op te richten, net als bij het wapen der cavalerie al gebeurde. Een goed middelzwaar tanktype was echter bij het wapen der infanterie niet voorhanden, slechts de Char D2; de pantserdivisies van het wapen der infanterie zouden op den duur gevormd worden, maar te laat en in onvoldoende aantal. Daarnaast bepleitte hij in 1934 de vorming van een gemechaniseerd beroepsleger om verrassingsaanvallen af te slaan. Hiervoor waren toen echter onvoldoende officieren opgeleid; in 1940 voldeed het wapen der cavalerie vrijwel perfect aan zijn omschrijving van zo'n strijdmacht. Wel herkende de Gaulle in 1940 meteen de tactische redenen voor het Duitse succes. Al onmiddellijk na zijn vlucht naar Engeland stelde hij in zijn beroemde Appel du 18 Juin dat hun mechanisering en tactiek de Duitsers aan de overwinning hadden geholpen, niet een numerieke overmacht.

#### Materiële krachtsverhouding
Ook over de relatieve bewapening tussen Frankrijk en Duitsland bestaat er een hardnekkige legende: de Duitsers zouden een grote voorsprong hebben gehad. In werkelijkheid waren beide legers ongeveer even goed bewapend. Natuurlijk waren in de Franse strijdmacht vele tekortkomingen maar dat gold voor de Duitsers niet minder. In België en Nederland wordt het beeld dat men er tegenwoordig van heeft ongetwijfeld gekleurd door de toestand van de eigen strijdmachten. Het Belgische leger was redelijk uitgerust, er waren echter niet al te veel pantservoertuigen en er bestond een achterstand in de modernisering van de luchtmacht. Grote uitzondering was Nederland: terwijl men van de andere geallieerden slechts door de waarheid geweld aan te doen kan beweren dat ze zich nog op het niveau van de Eerste Wereldoorlog bevonden, was voor het Nederlandse leger zelfs dat niet waar. Door geringe materieelaankopen kon de helft van het leger niet in divisies opgesteld worden omdat de artillerie daartoe simpelweg ontbrak; op het laagste niveau waren de groepen en secties onvoldoende met machinegeweren en mortieren uitgerust. Het bewapeningsniveau was dat van een leger uit 1915. Er was niet één operationele tank. Aan de andere kant van het spectrum bevond zich het Britse leger: dat was de best uitgeruste strijdmacht ter wereld, bestaande uit beroepsmilitairen en volledig gemotoriseerd.

##### Tanks

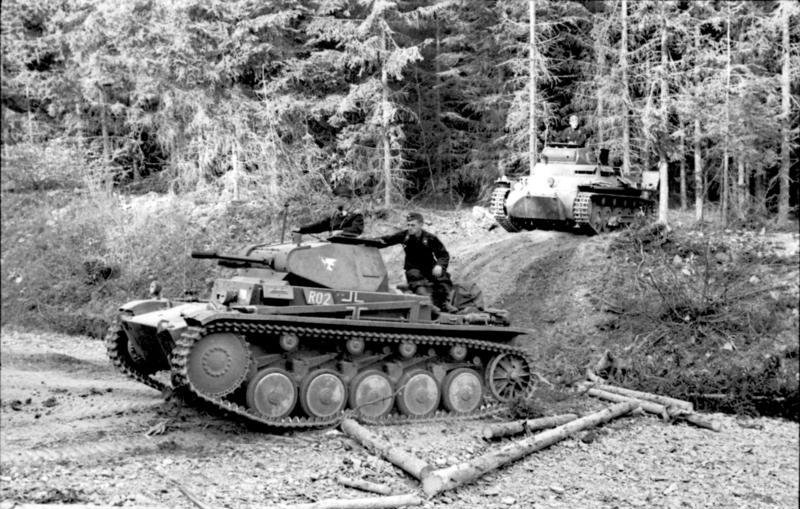
De meeste Duitse tanks waren van het lichte type Panzerkampfwagen II of Panzerkampfwagen I

Op het gebied van de gewapende pantservoertuigen hadden de geallieerden een duidelijk kwantitatief overwicht: ze zouden er zo'n 8.000 van inzetten tegenover de Duitsers 4.000. De kwaliteit van al die voertuigen liep sterk uiteen. De Fransen zetten nog zo'n 1590 tanks uit de Eerste Wereldoorlog in die sterk verouderd waren (FT-17, Char 2C). De Duitsers hadden relatief veel, zo'n 1.000, goedkope pantserwagens: iedere divisie had er in beginsel een peloton van voor de verkenning. Van de overige typen bestond het merendeel aan beide kanten uit lichte tanks. Bij de Duitsers waren dat lichtgepantserde snelle voertuigen zoals de Panzerkampfwagen II die samen met een kleine kern aan zwaardere tanks (Panzerkampfwagen III en IV) geconcentreerd waren in tien pantserdivisies. De Fransen hadden veel goedgepantserde maar trage lichte infanterietanks zoals de Renault R35 of FCM 36 die geconcentreerd waren in zestien Groupements van brigadesterkte die dienden als een reserve op legerniveau. Net als de drie pantserdivisies van het wapen der infanterie, de Divisions Cuirassées, waren dit gespecialiseerde aanvalseenheden die eigenlijk alleen maar geschikt waren voor een doorbraak. Ze misten de organieke infanterie en artillerie om als mobiele reserve te dienen. Die taak was overgelaten aan het wapen der cavalerie. Net als de Duitsers had die maar een vierhonderd middelzware tanks van eigen makelij (SOMUA S35). Anders dan de Duitsers had men ervan afgezien daarmee een groot aantal pantserdivisies te vormen, grotendeels opgevuld met lichte types. Men had ze geconcentreerd in Gemechaniseerde Lichte Divisies (Divisions Légères Mécaniques, vaak fout vertaald met "Lichte Gemechaniseerde Divisies"). Dit waren de sterkste eenheden die in 1940 op het slagveld zouden verschijnen ("licht" betekent hier "mobiel", niet "licht bewapend") maar er waren er maar drie van. De Duitsers hadden dus driemaal zoveel gepantserde manoeuvre-eenheden op divisieniveau, iets wat hun een beslissend voordeel zou kunnen verschaffen als men erin zou slagen het Franse front te breken. Een wrang gegeven was dat van de tien Duitse Panzerdivisionen er drie uitgerust waren met een kern van middelzware Tsjechische tanks (Panzerkampfwagen 35(t) of 38(t)). De Entente deed haar best die achterstand zo snel mogelijk in te lopen. Men had al een driemaal hogere tankproductie en hoopte die voorsprong nog te vergroten om vele nieuwe pantserdivisies op te richten. Daarmee wilde men in 1941 een beslissend offensief tegen Duitsland voeren. Tot die pantserdivisies moesten ook een half dozijn Britse behoren waarvan de eerste net in Engeland in oprichting was.

##### Antitankwapens

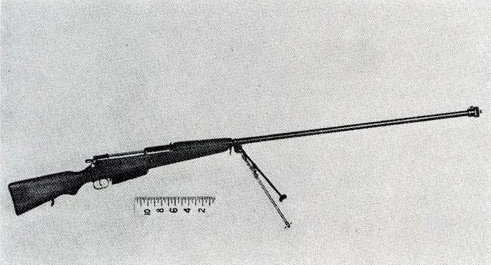
Het wz.35-antitankgeweer

Omdat het Duitse succes in de campagne voor een belangrijk deel aan hun tanks te danken was, is in de populaire literatuur nogal eens de klemtoon gelegd op de vermeende geallieerde tekortkomingen op het gebied van antitankwapens. Er wordt op gewezen dat, hoewel veel Franse divisies uitgerust waren met het uitstekende 47mm-antitankkanon, de meeste het nog met het 25mm-kanon moesten stellen. Dit lichtere kanon was echter sterk genoeg om alle Duitse tanks op een normale gevechtsafstand te vernietigen en had een doorslagvermogen dat gelijk was aan dat van het Duitse standaard 37mm-PAK, dat zelf echter te licht was om het pantser van de meeste Franse tanks te doorslaan, die gemiddeld zwaarder gepantserd waren. Vaak wordt ook beweerd dat de Fransen een tekort zouden hebben gehad aan antitankmijnen en die pas in 1940 in gebruik aan het nemen waren. Dit is echter een mythe: de Franse stellingen waren naar de (overigens lage) normen van die tijd afdoende van antitankmijnen voorzien. Het probleem was juist dat ze er soms al zo lang lagen dat ze weer aan onderhoud toe waren.
Er moet op gewezen worden dat antitankwapens van het "bazooka"-type in 1940 nog niet waren uitgevonden. De infanterie gebruikte als draagbaar antitankwapen het antitankgeweer dat maar een zeer beperkt effect op pantservoertuigen had. Het belangrijkste punt in dit verband is echter dat volgens de Duitse doctrine pantserdivisies niet voor het doorbreken van een versterkte frontlijn gebruikt mochten worden omdat dat te veel schaarse zware tanks zou kosten. Ze moesten doorbraken van de infanterie uitbuiten. De Duitse tanks vermeden dus gebieden met een hoge concentratie aan antitankwapens, zodat de kwaliteiten daarvan niet doorslaggevend waren voor het verloop van de strijd.

##### Artillerie

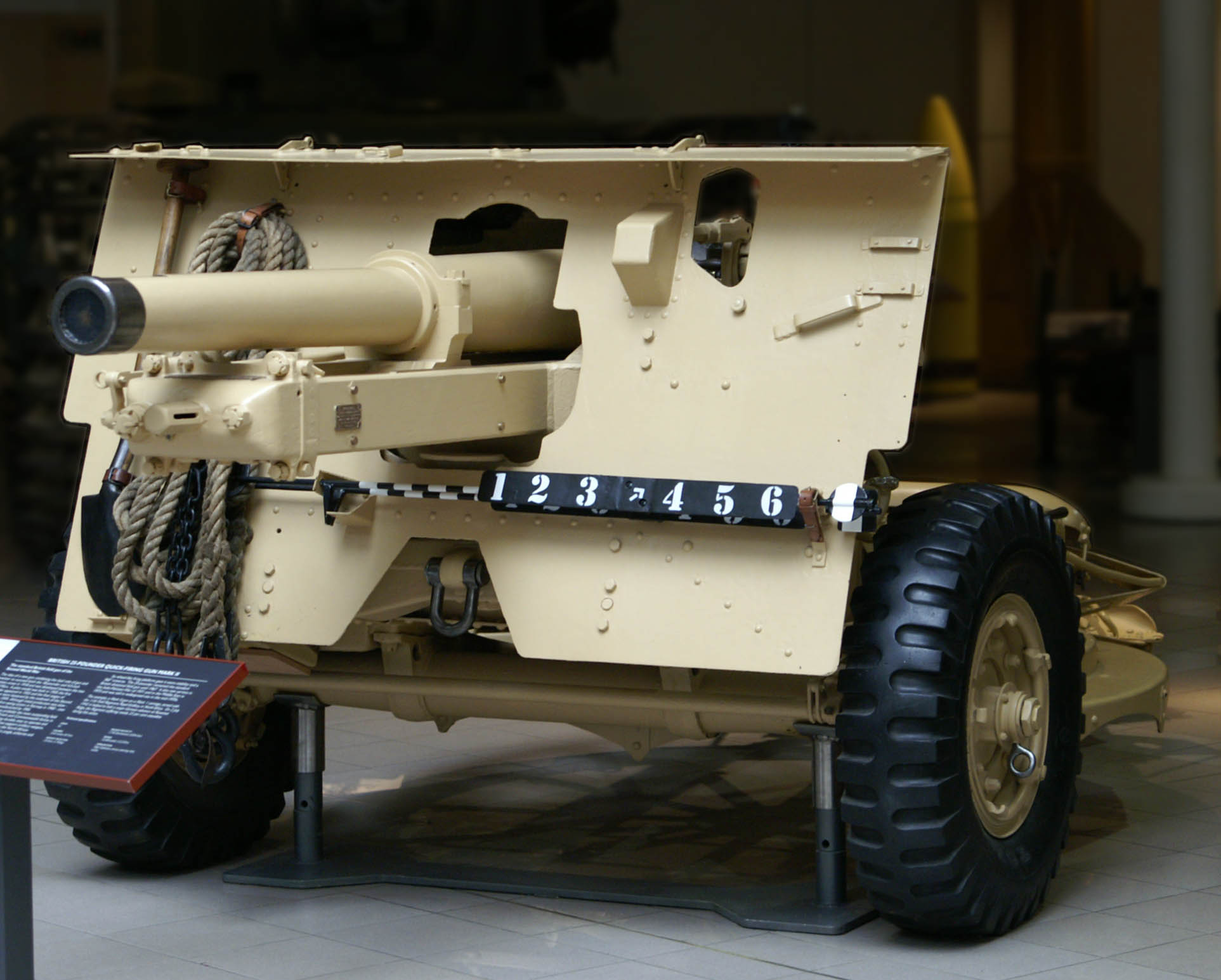
Een Brits veldkanon/houwitser: de 25-pounder

Ook op het gebied van de artillerie was er een duidelijk kwantitatief geallieerd overwicht. De Fransen hadden zo'n 10.700 stukken geschut, de Belgen 1338, de Britten 1280 en de Nederlanders 656. De Duitsers bezaten maar 7378 stukken. Daar stond tegenover dat de Duitse stukken moderner waren en gemiddeld van een groter kaliber: ze gebruikten 105 mm houwitsers als standaardkanon, terwijl de Fransen nog voornamelijk met het 75 mm veldkanon waren uitgerust, waarvan men er uit de Eerste Wereldoorlog nog een groot aantal bezat. Veel Franse kanonnen bevonden zich ook in vaste opstellingen in vestingwerken. Het was dus niet zo dat een Franse divisie veel meer kanonnen had; meestal zestig tegenover 48 bij haar Duitse tegenhanger. Aan beide zijden was de organisatie van de artillerie niet al te modern: men paste geen gecentraliseerde vuurleiding op hoog niveau toe en de meeste affuiten werden nog door paarden voortgetrokken. Een positieve uitzondering was opnieuw het Britse leger. Een grote zwakte van het Duitse leger bestond in de lage munitievoorraden. Een intensieve campagne mocht maar zo'n zes weken duren want dan was men er voorlopig doorheen.

##### Infanterie
Op het gebied van mankracht had Duitsland ten opzichte van Frankrijk het voordeel dat de bevolking tweemaal zo groot was en minder vergrijsd zodat het potentieel bijna driemaal hoger lag. Natuurlijk had ook de Entente een groot potentieel in de Britse Eilanden en de dominions. Daar werd de dienstplicht echter pas na het uitbreken van de oorlog ingevoerd (in Groot-Brittannië zelf al op 27 april 1939), zodat de potentie pas in 1941 tot gelding gebracht zou kunnen worden. Frankrijk compenseerde dit door meer dan een derde van de mannelijke weerbare bevolking onder de wapenen te roepen, zo'n 6,1 miljoen man. Dit aantal was al groter dan de hele Wehrmacht van 5,4 miljoen, maar de andere geallieerden voegden daar nog 2,7 miljoen aan toe voor een totaal van 8,8 miljoen. Daarvan waren de meeste Fransen en Belgen getraind; de meeste Britten en Nederlanders niet. Lang niet al die soldaten bevonden zich aan het front want luchtmacht, marine en vooral de ondersteunende diensten slokten het merendeel op. Er waren zo'n 2,2 miljoen Fransen in de gevechtszone en nog eens een half miljoen Britten in de British Expeditionary Force (BEF) en 600.000 Belgen en Nederlanders. Ook van de getrainde Franse troepen bestond een belangrijk deel uit negentien zogenaamde B-divisies: eenheden bemand met oudere mannen tussen de 30 en 45 jaar die eigenlijk weer helemaal opnieuw opgeleid en fit gemaakt moesten worden. De beste Franse infanterie-eenheden waren de achttien Divisions Coloniales, Africains, Nord-Africains en Marocains met "Senegalese" en Noord-Afrikaanse vrijwilligers.
De 3,3 miljoen geallieerde frontsoldaten stonden tegenover zo'n drie miljoen Duitse tegenstanders. De Duitsers slaagden er dus niet in hun grotere potentieel te benutten. Dat kwam simpelweg doordat tussen 1918 en 1935 nauwelijks soldaten waren opgeleid. Pas in 1939 begon men haastig die jaarcohorten alsnog te trainen maar dat proces was nog lang niet voltooid. In mei 1940 had men het aantal divisies uitgebreid tot 157. Daarvan hadden slechts 79 hun opleiding afgesloten. Men zette er 93 aan het front in; de halfgetrainde aan de Rijn en tegen Nederland. Daarachter stonden 45 reservedivisies waarvan men het volstrekt onverantwoordelijk achtte ze echt in de strijd te werpen. Die 93 divisies moesten het opnemen tegen 93 Franse, 22 Belgische, tien Britse en negen Nederlandse divisies, dus tezamen 134; verder waren er vijftien geallieerde reservedivisies en twee Poolse en een Tsjechische divisie in oprichting. Binnen het Duitse leger heerste er dus een grote tegenstelling: aan de ene kant waren er 32 oorspronkelijke divisies van het vredesleger die de beste ter wereld waren in tactisch en operationeel opzicht; aan de andere kant bestond een kwart van de troepen uit veteranen uit de Eerste Wereldoorlog die men maar meteen weer opgesteld had zonder ze eerst in moderne gevechtsmethoden te trainen.

##### Vliegtuigen

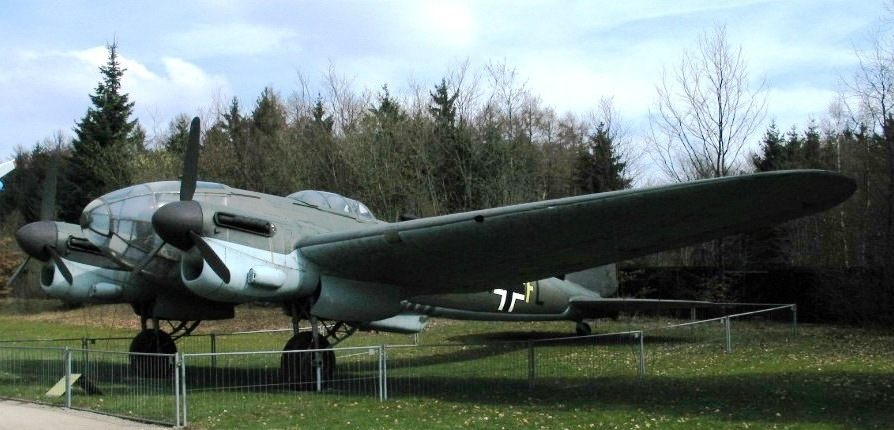
Heinkel He 111, de standaard Duitse bommenwerper

Net als bij de andere wapens hadden de geallieerden op het gebied van vliegtuigen een kwantitatief overwicht: ze hadden een sterkte van zo'n 4500 vliegtuigen beschikbaar, zelfs zonder rekening te houden met die vliegtuigen op de Britse eilanden die in feite niet ingezet zouden worden, tegenover de Duitsers zo'n 3500. Hier schuilde echter een addertje onder het gras. De organieke sterkte van onmiddellijk inzetbare vliegtuigen bedroeg aan Duitse kant ruim 2500 toestellen, aan geallieerde zijde nog geen 1500. Dit werd veroorzaakt door het feit dat bij de Entente de productie weliswaar hoog lag, maar de opleiding van piloten sterk achterliep. Een vliegtuig was in die tijd een goedkope constructie waarvan de massaproductie vrij eenvoudig te vergroten was; het trainen van ervaren piloten kon echter niet gehaast worden. In Duitsland was Hermann Göring, de tweede man in de nazipartij, hoofd van de Luftwaffe en het Wapen genoot een enorme status. Niet minder dan een miljoen man was er in dienst, vaak zonen uit de hogere middenklasse die zich zo aan de gevaarlijker frontdienst poogden te onttrekken. De Duitse piloten waren gemiddeld de beste ter wereld. Ook de kwaliteit van de Duitse vliegtuigen was wat beter dan die van de Franse; weliswaar liepen die maar zo'n half jaar achter in de technologische ontwikkeling maar die ging in die periode zo snel dat het standaard Franse jachtvliegtuig, de Morane-Saulnier MS 406, toch langzamer was dan zijn Duitse tegenhanger, de Messerschmitt Bf 109. De Franse luchtmacht besloot daarom vooral te proberen zelf te overleven door de eigen vliegvelden te beschermen. Daartoe waren ze uitstekend in staat, maar het betekende wel dat de Franse grondtroepen geen effectieve bescherming geboden kon worden tegen de vele Duitse middelzware bommenwerpers en duikbommenwerpers. Die bommenwerpers hadden naar moderne begrippen een lage trefzekerheid en bommenlast en ze waren niet echt in staat effectief samen te werken met snel oprukkende pantsertroepen — daar waren de verbindingen te traag en te onzeker voor. Wat ze echter uitstekend konden, was het veroorzaken van een totale paniek onder verdedigers van een vrij nauwe frontsector. Ze vormden hierdoor een machtig wapen bij een poging tot doorbraak. Heel veel Frans denkwerk was in de jaren voor de oorlog besteed aan het vinden van een oplossing voor die dreiging, maar ze was niet gevonden. Men hoopte er maar het beste van. Een belangrijke strategische bommenwerpermacht had Duitsland echter niet; daar had het geld voor ontbroken. Men was niet in staat de industrieën van de vijand op grote schaal te vernietigen en deed zijn best de wel bestaande Britse zware bommenwerpermacht niet te provoceren.

#### Totaalbalans
Een vuistregel voor een geslaagd offensief luidt dat de aanvaller een drievoudige overmacht nodig heeft. In dit geval waren het echter de verdedigers die een overwicht hadden aan infanterie, artillerie en pantsertroepen, terwijl grote delen van het front beschermd werden door fortengordels. Voor Duitsland zou een pure uitputtingsslag dus onvermijdelijk op een totale nederlaag uitlopen; de Wehrmacht was viermaal te klein om die te winnen. De enige hoop op een overwinning lag hem in een slim plan ofwel een superieure strategie. Die strategie zou Duitslands twee sterke punten moeten benutten: het bezit van een kern van drie dozijn elitedivisies en de tactische bommenwerpers.

## Deeloperaties van de Slag om Frankrijk
De Slag om Frankrijk bestond uit twee delen; operatie Fall Gelb en Fall Rot.

### Operatie Fall Gelb

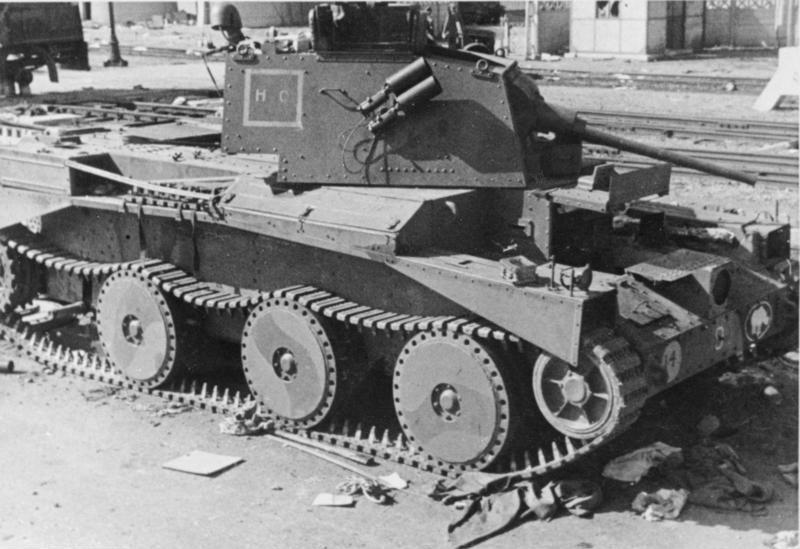
Een vernielde Britse tank te Calais.

Operatie Fall Gelb was de naam voor het Duitse militaire plan van het OKW om de Lage Landen aan te vallen en in te nemen. Fall Gelb werd uitgevoerd in mei 1940.
Aan Hitlers bevel om een dergelijke operatie snel te starten, kon voorlopig geen uitvoering gegeven worden daar het Duitse leger zich nog moest herstellen van de Poolse veldtocht. Het uitstel leidde tot een langdurig conflict tussen Hitler, het OKH en de lagere staven over de te voeren strategie. Eerst voorzag het Duitse plan in een hoofdaanval door Legergroep B (Heeresgruppe B) via Midden-België, maar een dergelijke frontale aanval bood weinig uitzicht op een overwinning. In februari 1940 werd op bevel van Hitler een alternatief plan dat Heinz Guderian en Erich von Manstein hadden opgesteld, als basis voor het offensief aanvaard. Dit plan hoopte een strategische verrassing te bereiken door een (wegens het slechte wegennet onverwachte) hoofdaanval van Legergroep A (Heeresgruppe A) door de Ardennen, gevolgd door een diepe strategische penetratie in de vorm van een zelfstandige aanval van de pantsertroepen naar Het Kanaal om de beste eenheden van de Entente, waarvan men terecht aannam dat ze naar Midden-België zouden oprukken, af te snijden of althans te dwingen tot het opgeven van België. Dit oorspronkelijke plan werd door chef-staf Franz Halder aan de heersende doctrine aangepast, door de zelfstandige rol van de pantsertroepen te beperken tot een verovering met behulp van hun organieke gemotoriseerde infanterie van bruggenhoofden over de Maas. Daarna dienden ze minstens vijf dagen te wachten op de infanteriedivisies voor een gezamenlijke uitbraak.
Het feitelijk verloop van de aanval, ingezet op 10 mei, was echter heel anders. Nadat een massale luchtaanval op 13 mei bij Sedan het Franse front zo snel gebroken had dat de Franse reserves de sector niet meer effectief konden afgrendelen, gaf de bevelhebber van Legergroep A, Gerd von Rundstedt, op 15 mei het groene licht voor een uitval naar de kust zonder eerst op de infanteriedivisies te wachten, overeenkomstig het oorspronkelijke Von Mansteinplan. De lagere pantsergeneraals gebruikten de hun geboden vrijheid volop en al snel kreeg het offensief een eigen momentum en stelde het verraste Duitse opperbevel voor voldongen feiten. Pas op 17 mei kon door een persoonlijk bevel van Hitler de snelle opmars, toen al zo'n 120 kilometer gevorderd, tot stand gebracht worden. Het Franse opperbevel was echter in een nog grotere staat van verwarring en slaagde er niet in het geboden respijt te gebruiken voor een radicale oplossing voor de crisis. Doordat de pantserdivisies van het wapen der cavalerie al in België waren ingezet ter afweer van een afleidingsaanval van Legergroep B bij Gembloers en de pantserdivisies van het wapen der infanterie bij de bruggenhoofden, waren er nu ook geen effectieve mobiele reserves meer over. Men beperkte zich tot de terugtocht. Op 19 mei stond Hitler toe dat het offensief weer op gang kwam en op 20 mei bereikte men in één dag de Kanaalkust. Een geallieerde tegenaanval bedacht door de nieuwe Franse opperbevelhebber Maxime Weygand werd slechts halfhartig uitgevoerd. De Britten evacueerden hun expeditieleger in de Evacuatie uit Duinkerken, geholpen door nieuwe haltbevelen van het nerveuze Duitse opperbevel op 22 en 24 mei. Leopold III van België capituleerde op 28 mei. Sommige ingesloten Franse troepen wisten tot 4 juni via Duinkerke uit de val te ontsnappen; de meesten gaven zich over bij Rijsel.

### Operatie Fall Rot
Operatie Fall Rot was het militaire plan van het OKW om Frankrijk als geheel aan te vallen en in te nemen. De uitvoering ervan werd door het succes van Fall Gelb mogelijk gemaakt in juni 1940.

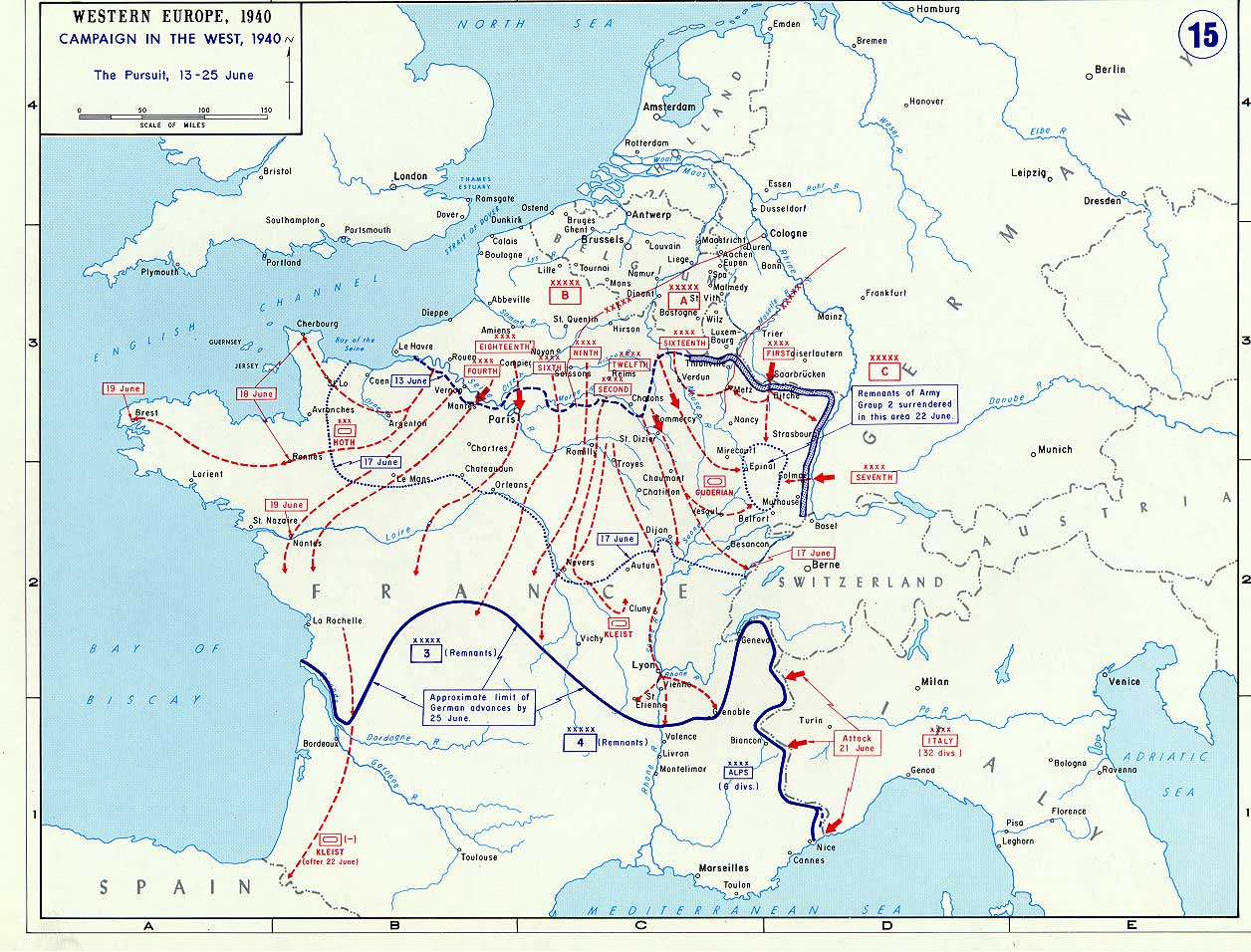
Een kaart van Fall Rot

Dat Fall Gelb meteen gevolgd zou worden door een offensief om Frankrijk definitief te verslaan was vooraf allerminst zeker; het zou slechts overwogen worden indien de afloop van het eerste offensief daarvoor gunstige voorwaarden geschapen zou hebben. Dit nu was inderdaad het geval; terwijl de Duitse troepen hun gevechtskracht hadden behouden door geringe verliezen en munitieverbruik, was bijna de helft van de geallieerde divisies verslagen of verdreven, daaronder de beste gemotoriseerde en gepantserde eenheden. Toch was de toestand voor Frankrijk niet geheel hopeloos; het land had grote reserves aan materieel en mankracht en het Duitse numerieke overwicht was nog steeds niet overweldigend. Dit potentieel werd echter niet afdoende benut: belangrijke pantserreserves werden verkwist in nutteloze tegenaanvallen op de Duitse bruggenhoofden over de Somme, een te groot deel van de eenheden bleef achter de Maginotlinie liggen en er werden onvoldoende noodeenheden geformeerd.
Nog voor de sector afdoende kon worden versterkt, vielen de Duitsers al op 5 juni aan bij de Somme en infiltreerden hun pantsertroepen ondanks vaak harde gevechten vrij snel de Franse linies richting de Seine en versloegen de geallieerde pantserreserves. Op 9 juni begon oostelijk van Parijs het Duitse hoofdoffensief over de Aisne, waar de Franse linies hechter waren. Na enkele dagen hardnekkige weerstand te hebben geboden, werden de Franse divisies door de overmacht aan Duitse infanterie teruggedrongen. Er vielen gaten in het front die door de Duitse pantserdivisies snel werden uitgebuit. Opnieuw werden de Franse pantserreserves in felle gevechten verslagen en het Franse front begon uiteen te vallen. De slecht gemotoriseerde Franse infanteriedivisies waren niet in staat zich flexibel terug te trekken; eenheid na eenheid verloor elk verband. In de ordeloze vlucht die nu volgde, verwierven de Duitse pantsereenheden in wezen een strategische bewegingsvrijheid. Men rukte achter de Maginotlinie door op naar de Zwitserse grens die op 17 juni bereikt werd, zodat honderdduizenden Franse soldaten omsloten waren. Diezelfde dag vroeg het Franse opperbevel om een wapenstilstand. Op 25 juni volgde pas de officiële capitulatie en tot die tijd gingen de gevechten door. De vertraging was mede het gevolg van het feit dat er een nieuwe deelnemer aan de slag was: Italië.

## Italiaanse aanval

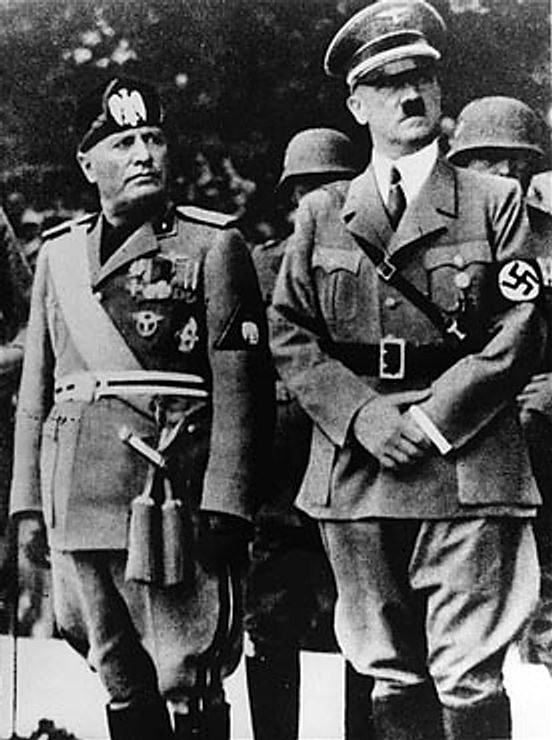
Benito Mussolini bij Hitler

Italië, dat in het geheel niet op een oorlog was voorbereid, had zich tot nu toe angstvallig onzijdig gehouden in het conflict, tot teleurstelling van de Duitsers, die vreesden elke steun hard nodig te hebben. Nu echter Frankrijk op het punt van instorten stond, haastte Mussolini zich om het buurland aan te vallen voordat hij te laat zou komen: hij had, zoals hij zei, nog even duizend Italiaanse doden nodig om aan de onderhandelingstafel de nodige eisen te kunnen stellen. Hij liet een begerig oog vallen op de westelijke gebieden van het oude koninkrijk Savoie, de Italiaans sprekende gebieden van Frankrijk, zijnde de streek rond Nice en het eiland Corsica en bovenal op Tunis. Het liefste had Mussolini al op 5 juni de oorlog verklaard maar op aandringen van Hitler, die zeer geïrriteerd was door het feit dat Italië zich pas met de gebeurtenissen meende te moeten bemoeien nu het voor Duitsland geen enkel voordeel meer kon opleveren, werd dit vijf dagen uitgesteld om de aandacht van de wereld niet van het Duitse offensief af te leiden.
Op de avond van 10 juni maakte Italië bekend zich om middernacht in staat van oorlog met Frankrijk te achten. Het opportunisme van de Italiaanse oorlogsverklaring riep alom reacties van grote weerzin op, met als meest beroemde wel die van president Roosevelt: On this tenth day of June, 1940, the hand that held the dagger has plunged it into the back of its neighbour ("Op deze tiende dag van juni, 1940, heeft de hand die de dolk vasthield, hem in de rug van zijn naaste gedreven").
Italië mobiliseerde 32 divisies van het Westelijke Podistrict en het kernleger; zo'n 16 divisies van het 1e en 4e Leger gingen op 21 juni tot een aanval over op vijf divisies van het Franse Alpenleger. Ondanks de grote overmacht liep het offensief overal vrijwel onmiddellijk vast. Het moreel van de Italiaanse troepen was zeer laag en men kwam meestal niet verder dan de Franse voorposten. Ongeveer 1241 Italiaanse soldaten kwamen om (velen door bevriezing in de Alpenpassen), zodat Mussolini zijn gewenste quota aan verliezen verkreeg. Hij werd tot zijn grote teleurstelling echter buiten de Duits-Franse wapenstilstandsonderhandelingen te Compiègne gehouden die op 22 juni, 18:50, tot een ondertekening leidden. Artikel 23 bepaalde dat de wapenstilstand in werking zou treden, zes uur nadat een wapenstilstand met Italië was ondertekend, wat op 24 juni, 18:35 (Franse tijd), te Rome gebeurde. Om 0:35 op 25 juni kwam er een impliciet officieel eind aan de gevechten en moesten alle omsloten Franse troepen capituleren; in feite weigerden tot in juli verschillende forten in de Maginotlinie zich over te geven. Van de vele territoriale verlangens van Mussolini werd slechts een smalle bezettingszone aan de Italiaans-Franse grens toegekend.

## Het einde van de Derde Republiek

Duitsers paraderen op de Avenue Foch in Parijs.

Door de crisistoestand na het begin van Fall Rot begon de Franse regering snel aan gezag in te boeten ten bate van het Franse opperbevel. Op 10 juni werd Parijs ontruimd — en daarna tot een open stad verklaard — terwijl de regering naar Bordeaux vluchtte. Dezelfde dag maakte Weygand aan premier Paul Reynaud duidelijk dat hij niet van plan was de oorlog tot het bittere eind voort te zetten vanuit de koloniën — maar ook niet om zijn ontslag aan te bieden, mocht men daartoe wél besluiten; in dat geval zou hij de macht overnemen. In Bordeaux was de regering afgesneden van de normale controleorganen; na de val van Parijs op 14 juni bleek het ook nauwelijks meer mogelijk in het normaal zo centralistische Frankrijk een effectief burgerbestuur uit te oefenen. Op 16 juni werd Reynaud door Weygand gedwongen af te treden ten gunste van maarschalk Philippe Pétain. In feite was Frankrijk toen al weinig anders dan een militaire dictatuur geworden; een burgerpoliticus, ex-premier Pierre Laval, buitte de angst daarvoor uit door het parlement er na de wapenstilstand van te overtuigen dat Hitler per se de vorming van een totalitaire dictatuur in Frankrijk wenste; op 10 juli hief de Derde Republiek zichzelf op en er kwam een formele burgerdictatuur voor in de plaats met Pétain als president en Laval als premier: het Vichy-regime dat van begin af aan een conservatief, antisemitisch en autoritair karakter droeg en in toenemende mate met Duitsland zou samenwerken.

## Vichy-Frankrijk

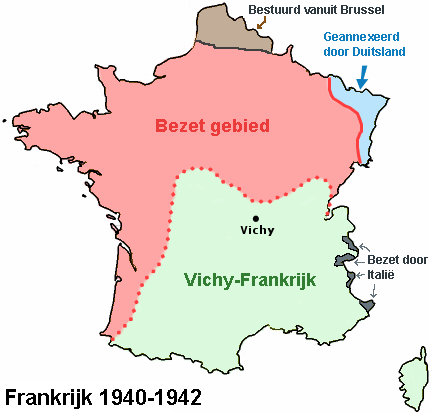
De verdeling van Frankrijk

Anders dan Nederland en België werd Frankrijk niet helemaal bezet. Hitler wenste nog steeds een snelle definitieve vrede met Frankrijk en het Verenigd Koninkrijk en een milde behandeling van het eerste land zou wellicht het tweede tot een overeenkomst kunnen verleiden. Daarbij zouden te strenge eisen misschien een revolte in de koloniën of het ontsnappen van de Franse vloot ten gevolge hebben: het was nodig dat er een echt werkende Franse regering bleef bestaan en daarvoor was het weer een vereiste dat een gedeelte van het Frans territoir onbezet bleef. Duitsland bezette daarom alleen Noord-Frankrijk en een strook langs de hele oceaankust tot aan Spanje. De rest bleef een neutrale Franse rompstaat: "Vichy-Frankrijk", genoemd naar de voorlopige regeringszetel: Vichy. In bepaalde opzichten werd Frankrijk echter juist vrij hard behandeld: alle al gevangengenomen Franse troepen werden voor de duur van de oorlog krijgsgevangen gehouden in Duitsland (Artikel 20) en Elzas-Lotharingen moest in feite meteen weer aan Duitsland worden afgestaan; het werd behandeld als ware het bevrijd Duits grondgebied. De neutraliteit van Vichy-Frankrijk was daarbij dubieus; het land was geen volledig soevereine staat daar de wapenstilstandsbepalingen aan Duitsland en Italië verregaande inspectiebevoegdheden toekenden om het afdragen of vernietigen van de meeste zware wapens te controleren (Artikel 6). De Franse vloot werd onder een embargo gesteld en mocht dus de havens niet zonder toestemming verlaten (Artikel 8). Dit leidde in Groot-Brittannië tot de angst dat die vloot in Duitse handen zou vallen.

## Het einde van de Entente en de Slag bij Mers-el-Kébir

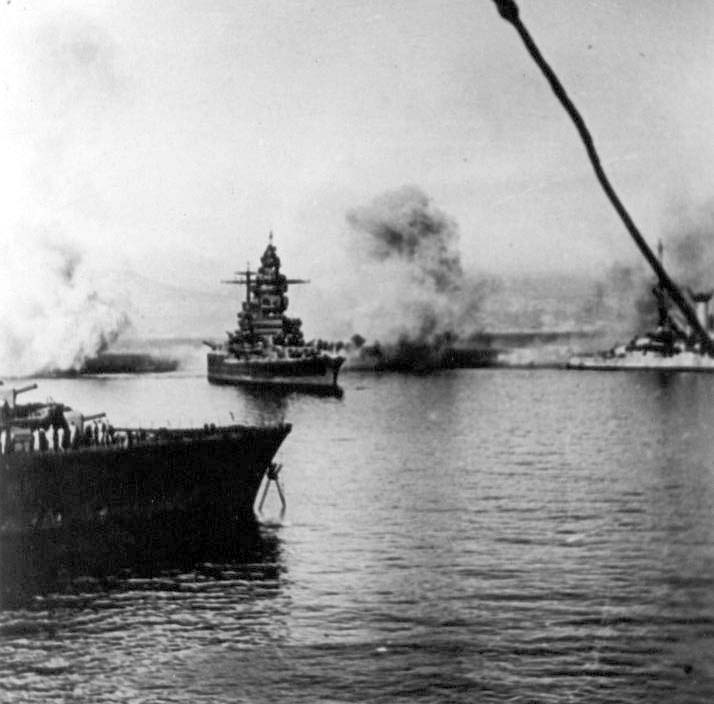
De slagkruiser Strasbourg ligt onder Brits vuur bij Mers-el-Kébir.

De snelle evacuatie van de Britse troepen bij Duinkerken had tot grote spanningen geleid in de Brits-Franse betrekkingen. Weliswaar zond het Verenigd Koninkrijk nog belangrijke eenheden naar Frankrijk, waaronder de 1st Armoured Division, maar van een algehele inzet van alle Britse reserves was geen sprake. Na het begin van Fall Rot deed de Franse president Albert Lebrun een dramatische oproep om de hele RAF naar het continent te verplaatsen. De Britse regering wenste echter de eigen verdediging niet te verzwakken. Men hoopte, ook na een onverhoopte totale nederlaag van de bondgenoot, zelf de oorlog met succes voort te zetten. In Franse ogen was die hoop volstrekt irreëel. Een tegenaanbod van Churchill om beide landen te verenigen in een Unie werd dan ook met hoon ontvangen. Het Franse opperbevel verwachtte dat Groot-Brittannië geen week zou wachten na een Franse capitulatie om op zijn beurt vredesvoorwaarden aan Hitler te vragen. Op 24 juni sprak de Britse regering echter haar teleurstelling uit over het feit dat Frankrijk onder zo vernederende condities gecapituleerd had. Ze verklaarde dat nu Frankrijk zijn verdragsrechtelijke verplichtingen, die aparte overgave verboden, geschonden had, ook het Verenigd Koninkrijk zich niet meer aan zijn verplichtingen gebonden achtte. De Entente was hiermee voorbij.
Nog voor de capitulatie kreeg Churchill van admiraal François Darlan zijn erewoord dat hij de Franse vloot nooit in Duitse handen zou laten vallen. Artikel 8 van de wapenstilstand sprak echter van een Duitse "controle" over de vloot. Hoewel ook de Britten wel begrepen dat het hier om een inspectiebevoegdheid ging, gebruikte men de clausule als een voorwendsel voor een militaire actie tegen de Fransen. Op 3 juli werd Operatie Catapult uitgevoerd. Alle Franse (oorlogs)schepen in Britse havens werden geïnterneerd en een task force rond het vliegdekschip HMS Ark Royal viel de Franse oorlogshaven Mers-el-Kébir nabij Oran in Algerije aan. De Britten stelden in een ultimatum de Franse vloot nog voor de keus zich aan de Britse kant te scharen of de vloot onder begeleiding naar een verre Franse kolonie of neutrale haven te varen. Toen dit geweigerd werd brachten de Britten het slagschip Bretagne tot zinken. Het slagschip Provence en de slagkruiser Dunkerque werden door de eigen bemanning in zinkende toestand aan de grond gezet, en alleen de slagkruiser Strasbourg ontsnapte zwaar beschadigd naar Toulon, waar in het moederland het grootste deel van de vloot lag, veilig voor de Britten.
De actie maakte de breuk compleet en leidde tot een sterke anti-Britse stemming in het land. Toch was er al een kleine groep Fransen ontstaan die de strijd aan Britse zijde voortzette. De Gaulle, tot staatssecretaris benoemd, vloog naar Engeland en deed op 18 juni zijn tegenwoordig beroemde appel aan het Franse volk het verzet niet op te geven. In 1940 had zijn beweging van de Vrije Fransen echter nauwelijks aanhangers; bijna alle Franse soldaten in Groot-Brittannië keerden naar Frankrijk terug.

## Gevolgen

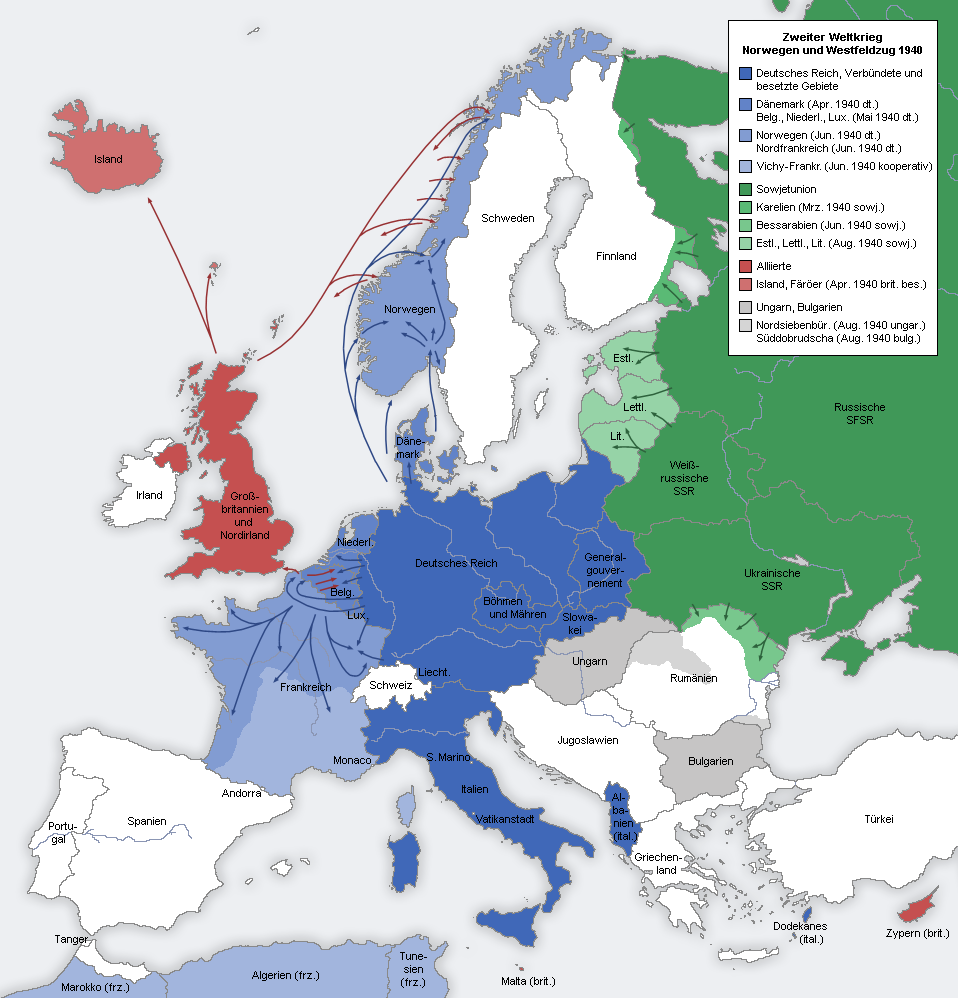
De toestand in Europa na de Slag om Frankrijk

Door de snelle en onverwachte val van Frankrijk wijzigde zich de geopolitieke situatie grondig. Voor het begin van de oorlog werd de Entente algemeen beschouwd als het belangrijkste machtsblok. Het Franse leger en de Britse vloot hadden de reputatie de sterkste ter wereld te zijn en hun combinatie leverde de hegemonie op voor een bondgenootschap dat niet alleen militair als het sterkste gold maar ook door zijn uitgestrekte koloniale imperia de wereldhandel kon beheersen. De Verenigde Staten van Amerika hadden wel een grote vloot maar nauwelijks een leger; voor de Sovjet-Unie was het omgekeerde waar en Japan zag men slechts als een goedkope imitatie van de Westelijke Mogendheden. Die reputatie was niet gerechtvaardigd — in feite had Japan de sterkste vloot en de Sovjet-Unie het machtigste leger — maar dat besefte toen bijna niemand. Het kwam dan ook als een enorme schok dat een derderangsmogendheid als Duitsland plots de Entente vernietigde. In een tijdsbestek van luttele weken was de hele wereldorde omvergeworpen. De geopolitieke verhoudingen waren fundamenteel verstoord; er zou zich een nieuw evenwicht moeten vormen rond een ander machtscentrum.
Voor Hitler leek het onbetwistbaar dat die nieuwe macht Duitsland zou moeten zijn. Dat land had de Entente tenslotte verslagen en zou de wereldheerschappij daarmee eenvoudigweg overgenomen hebben. Veel Europeanen scheen het zo ook toe en ze maakten zich op om samen te werken met de Nieuwe Orde. Duitslands dominantie was echter meer schijn dan werkelijkheid. Om te beginnen had Duitsland geen sterke marine. Was men erin geslaagd de Duitse, Franse en Italiaanse vloot te verenigen, dan had men een zeker tegenwicht kunnen bieden aan de Britse heerschappij over de Atlantische Oceaan, maar Operation Catapult had dat afdoende verhinderd. Op de tweede plaats impliceerde het feit dat de reputatie van het Franse leger ongerechtvaardigd was, ook dat het niet zo heel veel betekende dat men dat leger verslagen had — de echte test was of men op het Rode Leger een overwinning kon boeken. Het meest fundamenteel was echter dat de val van Frankrijk juist zo onverwacht kwam doordat het Duitse leger niet bijzonder zwaar bewapend was. De onderliggende achterstanden in wapenproductie konden voor 1943 niet worden ingelopen en totdat de opbouw van de Wehrmacht was voltooid, mocht men niet hopen met succes de Britten of de Sovjets uit te dagen. Bovendien vergiste men zich in de kosten van de bezetting; hoewel industrie in bezette landen dienstbaar aan Duitsland kon worden gemaakt, stond daar tegenover dat de bezetting een groot deel van de Duitse militaire capaciteit opslokte, terwijl de industriële output werd belemmerd door een minder betrouwbare bevolking en de schaarste veroorzaakt door de Britse zeeblokkade. Door de oorlog uit te breiden ontstond bovendien ondanks de overwinning een Duits strategisch nadeel van een lange verdedigingslinie, van de Noordkaap tot Biarritz, tegen een eventuele geallieerde invasie, die het voordeel zou hebben alle capaciteit op één enkel punt te kunnen samenballen. Bij de start van Operatie Barbarossa moesten 32 Duitse divisies in Nederland, België, Luxemburg en Frankrijk achterblijven, in totaal bijna een kwart van het Duitse leger. Objectief gezien was Duitsland dus nog steeds veroordeeld tot een bescheiden opstelling. 
Hitler was echter niet meer tot een dergelijke zelfbeperking in staat. Reeds voor de oorlog was hij geneigd geweest tot een zekere grootheidswaan maar die werd nog in toom gehouden door een heimelijke onzekerheid over het eigen kunnen. Zijn hele leven had hij met zijn levenskeuzes (voor zijn loopbaan, de partij, de nationale en de internationale politiek) impulsieve keuzes gemaakt, en was er telkens in een betere positie uitgekomen. De snelle overwinning op Frankrijk, die hij als een "wonder" omschreef, kwam voor hem als een verlossing. Hitler meende onoverwinnelijk te zijn en in plaats van de verbeterde strategische positie te gebruiken om concessies te doen aan het Verenigd Koninkrijk teneinde tot een duurzame vrede te komen, gaf hij in de zomer van 1940 opdracht een gelijktijdige en onmiddellijke campagne voor te bereiden tegen zowel het Britse Gemenebest als de Sovjet-Unie. De enige snelle manier om het Verenigd Koninkrijk op de knieën te dwingen, nadat in de Slag om Engeland was gebleken dat de Luftwaffe daartoe niet in staat was, was het voeren van een effectieve duikbootoorlog vanuit de veroverde havens van de Franse Atlantische kust. De productie van honderden nieuwe duikboten — er was maar een kleine bestaande sterkte — zou het echter onmogelijk maken de tankproductie voldoende te verhogen voor een langdurige campagne in Rusland. Dit bezwaar omzeilde Hitler door als dogma aan te nemen dat de Blitzkrieg geen toevallig succes was maar een garantie bood voor een bliksemsnelle overwinning in het Oosten. Operatie Barbarossa zou laten zien hoezeer hij zich daarin vergiste. De rancune over het mislukken van die operatie was een belangrijke factor in het doorzetten van de Holocaust, het systematisch uitroeien van de Joden.
De vernietiging van de Entente leidde ook tot een labiele situatie aan de andere kant van de wereld. Nu het Verenigd Koninkrijk zijn handen vol had aan Duitsland kon het in Azië geen effectief tegenwicht meer bieden aan Japan. Dat land had net als Duitsland een structureel tekort aan aardolie en grondstoffen voor zijn industrie. De val van Frankrijk en de Lage Landen betekende dat de koloniale bezittingen van die staten niet meer goed verdedigd konden worden. In Azië waren dat het Franse Indochina en, veel belangrijker, het olierijke Nederlands-Indië. De mogelijkheid die gebieden in bezit te nemen was voor Japan zo verleidelijk, dat men er een conflict met de Verenigde Staten voor aandurfde, in de ijdele hoop dat de sterke Japanse vloot de Amerikanen een gunstige vrede zou kunnen afdwingen voordat de superieure industriële capaciteit van de VS volledig voor de oorlogsinspanning kon worden ingezet. De Duitse overwinning wekte bovendien de schijn dat met een gedurfde en gerichte verrassingscampagne een grotere mogendheid op de knieën kon worden gedwongen, en dat Japan dus de Duitse campagne in de Stille Oceaan kon herhalen.
Ook in Italië leidde de Duitse overwinning tot een ommekeer in het denken. Zelfs Mussolini keek tot dan toe de kat voorlopig nog uit de boom en overwoog zelfs aansluiting bij de geallieerden. Bovendien was de oorlog binnen het establishment en zelfs de fascistische partij niet onverdeeld populair; de oorlogen in Albanië, Spanje en Ethiopië waren het land duur komen te staan en Frankrijk en Engeland waren tegenstanders van een heel ander kaliber. Bovendien was Italië industrieel en economisch niet klaar voor een oorlog. Nu leken Frankrijk en Engeland machteloos en niet in staat hun grondgebied en hun koloniën te verdedigen. Zoals Japan op uitbreiding ten koste van koloniën in het Verre Oosten hoopte, zo hoopte Italië hetzelfde in het Middellandse Zeegebied en Afrika. Zo kregen ineens de voorstanders van de oorlog de overhand, en sloten weifelaars waaronder de koning, zich bij de haviken aan. Tegenstanders roerden zich niet en Italië verklaarde Frankrijk en Engeland de oorlog in de hoop nog snel op de Duitse trein te springen in een oorlog die feitelijk gewonnen leek. Dat Mussolini vanuit een geïsoleerde positie de oorlog oplegde aan een onwillig land, is een mythe die na de oorlog de wereld in is geholpen.
In veel staten, ook in bezette en neutrale staten, voedde de Duitse overwinning het idee dat de decadentie van de westerse democratieën op zijn retour was ten gunste van een Nieuwe Orde, en dat deze Nieuwe Orde de enige bescherming vormde tegen de andere totalitaire ideologie die men als nog gevaarlijker beschouwde: het communisme. Niet alleen in bezette landen, maar ook in veel andere landen groeiden extreemrechtse bewegingen die Hitler en Mussolini als voorbeelden beschouwden, waarbij de motieven zowel overtuiging als opportunisme waren. Dit gold ook voor veel militaire leiders, zoals Plaek Pibul Songkram in Thailand en een aantal Zuid-Amerikaanse leiders. Er werd nog steeds door veel mensen geloofd dat de scherpe kantjes mettertijd wel van het nazisme zouden afslijten, en in veel landen legde de meerderheid van de bevolking zich neer bij wat ze als onvermijdelijk zagen, en probeerden er het beste van te maken. Vichy-Frankrijk verwierf bijvoorbeeld beperkte internationale erkenning terwijl De Gaulle lange tijd niet als serieus alternatief gezien werd. Pas met de intrede van de Verenigde Staten en de Sovjet-Unie in de oorlog, de eerste serieuze nederlagen van Duitsland en Japan, het hardere optreden van de Duitse bezetter en de toenemende schaarste, en uiteindelijk de invasie in 1944, ontstond een omslag in het denken. 
Zowel Duitsland, Italië als Japan schatten hun situatie te gunstig in; na hun nederlaag zou de positie van Engeland en Frankrijk overgenomen worden door de VS en de Sovjet-Unie die gedurende de Koude Oorlog de wereld in twee machtsblokken zouden verdelen.

## Duiding

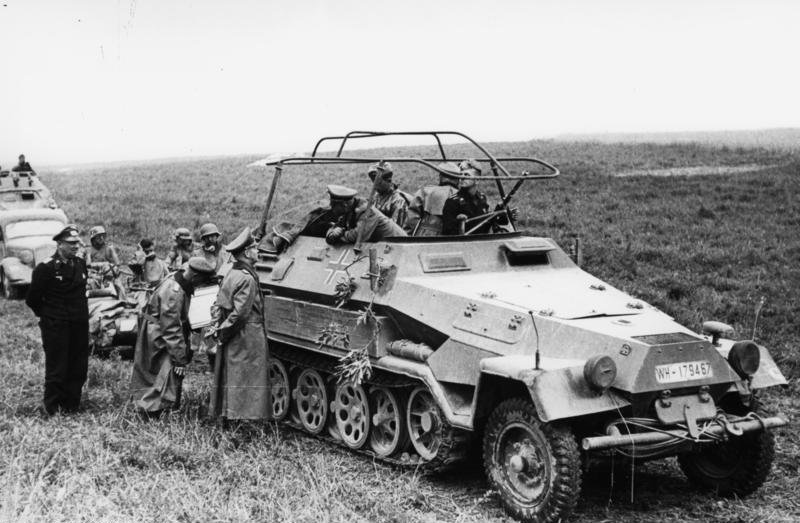
Heinz Guderian in zijn commandovoertuig

De Duitse overwinning in het voorjaar van 1940 kwam dermate onverwachts en was zo vérstrekkend in haar gevolgen dat zij het bevattingsvermogen van velen te buiten ging. Men zocht naar een verklaring die begrijpbaar moest maken dat het schijnbaar onmogelijke toch had plaatsgevonden. In 1940 zelf was die verklaring snel gevonden: "We zijn verraden" klonk het al na de eerste dagen van de campagne. Een Vijfde colonne van tienduizenden landverraders zou de Duitsers, die immers te zwak waren om op normale wijze te winnen, aan de zege geholpen hebben. Links zocht de daders in fascistische kring; rechts bij de communisten die via de Komintern wel geïnstrueerd zouden zijn om Stalins nieuwe bondgenoot bijstand te verlenen. Andere verdachten waren Duitstalige Fransen uit Elzas-Lotharingen, en Duitse diplomaten en zakenlieden (de Reichsdeutsche). In feite was van een belangrijke hulp aan de invaller geen sprake. De capaciteit van de Duitse inlichtingendiensten was beperkt en bijna volledig gericht geweest op informatiegaring. Bovendien brengt betrekking van een Vijfde Colonne bij een geheime militaire operatie een groot risico op uitlekking met zich mee. De historicus Loe de Jong deed onderzoek naar Vijfde Colonne-geruchten en -activiteiten in veel landen waaronder de Benelux en Frankrijk. De conclusie was dat de geruchten schromelijk waren overdreven en dat er vrijwel geen sprake was van een omvangrijke Vijfde Colonne: sympathisanten met de nazi-Duitse zaak waren evenzeer verrast als de rest. Op een paar incidenten na was verraad uitgebleven, maar de paniek en geruchten leidden wel tot lynchpartijen, heksenjachten, mishandeling en gevangenzetting van onschuldigen. 
De Duitse propaganda had natuurlijk haar eigen verklaring: de superioriteit van het nationaalsocialisme tegenover de decadentie van de westerse democratieën. Deze gedachte deed niet alleen opgang in Duitsland maar ook in de verslagen staten. Het sloot aan bij een diep cultuurpessimisme dat al sinds de eeuwwisseling in Europa steeds populairder aan het worden was en zijn gelijk bevestigd meende te zien door de tragedie van de Eerste Wereldoorlog, de armoede die het gevolg was van de Grote Depressie en nu als beslissend bewijs door de militaire ondergang van het Westen. Vooral in Frankrijk ontstond er al vanaf 1940 een apart genre van oorlogsliteratuur waarin men zich ongeremd overgaf aan zelfkritiek en allerlei fundamentele fouten zocht te openbaren in het Franse volkskarakter, zoals hedonisme en defaitisme. Die stemming zou na de oorlog nog lang doorwerken, bijvoorbeeld in het Franse existentialisme, en het Gaullisme zou zich presenteren als remedie tegen die vermeende kwalen.  
In de rest van West-Europa (buiten Frankrijk) was de doorwerking na de oorlog veel minder extreem en werd de nederlaag van 1940 al snel dienstbaar gemaakt aan de behoeften van de Koude Oorlog. Het enige wat de westerse democratieën echt fout zouden hebben gedaan, was het voeren van een appeasement-politiek tegenover Hitler en het daarmee samenhangend verwaarlozen van de verdediging. De les was dat men die fouten tegenover de Sovjet-Unie niet meer mocht herhalen. Dat het Westen verloren zou hebben door een geringe investering in de defensie is nog steeds bepalend voor het beeld dat algemeen van de gebeurtenissen in 1940 leeft. Aangezien dat beeld volslagen onjuist is, zal men het niet terugvinden in de meeste populair-historische militaire boeken. Daar — maar ook bij professionele militaire opleidingen op lager niveau — is de gangbare verklaring dat de westelijke militaire commandanten zouden zijn blijven steken in de tactiek van de Eerste Wereldoorlog, terwijl hun Duitse tegenhangers zich openstelden voor revolutionaire vernieuwingen. Dat dit slechts een sterk vertekend en versimpeld beeld geeft van een zeer complexe werkelijkheid, daarvan zijn slechts de professionele tactici en gespecialiseerde krijgshistorici zich bewust. De huidige consensus bij militaire historici komt hierop neer dat de nederlaag allereerst werd veroorzaakt door de strategie van de Entente en zijn falende generaals. Deze strategie was fout omdat zij de Duitsers de gelegenheid gaf de zwakke punten van de in het algemeen toch sterke verdediging van de Entente met hun eigen sterke punten, zoals superieure motorisering en grote tactische bommenwerpermacht, gericht uit te buiten. Het grote succes van de operatie zou een gevolg geweest zijn van een gunstige samenloop van omstandigheden zoals het eigenzinnig optreden van enkele vooruitstrevende generaals zoals Erwin Rommel en Heinz Guderian, en niet zozeer de uitwerking van een onderliggende doctrine of zelfs maar het officiële oorlogsplan. Wel was de effectiviteit van het optreden een uitvloeisel van de leer van de Auftragstaktik en de hoge professionaliteit van sommige leden van het Duitse officierenkorps.